# Draconarius disgregus
Draconarius disgregus är en spindelart som beskrevs av Wang 2003. Draconarius disgregus ingår i släktet Draconarius och familjen mörkerspindlar. Inga underarter finns listade i Catalogue of Life.